# Euthystira luteifemora
Euthystira luteifemora är en insektsart som beskrevs av Zhang, Fengling, Yiping Zheng och Bingzhong Ren 199. Euthystira luteifemora ingår i släktet Euthystira och familjen gräshoppor. Inga underarter finns listade i Catalogue of Life.